# BiSL

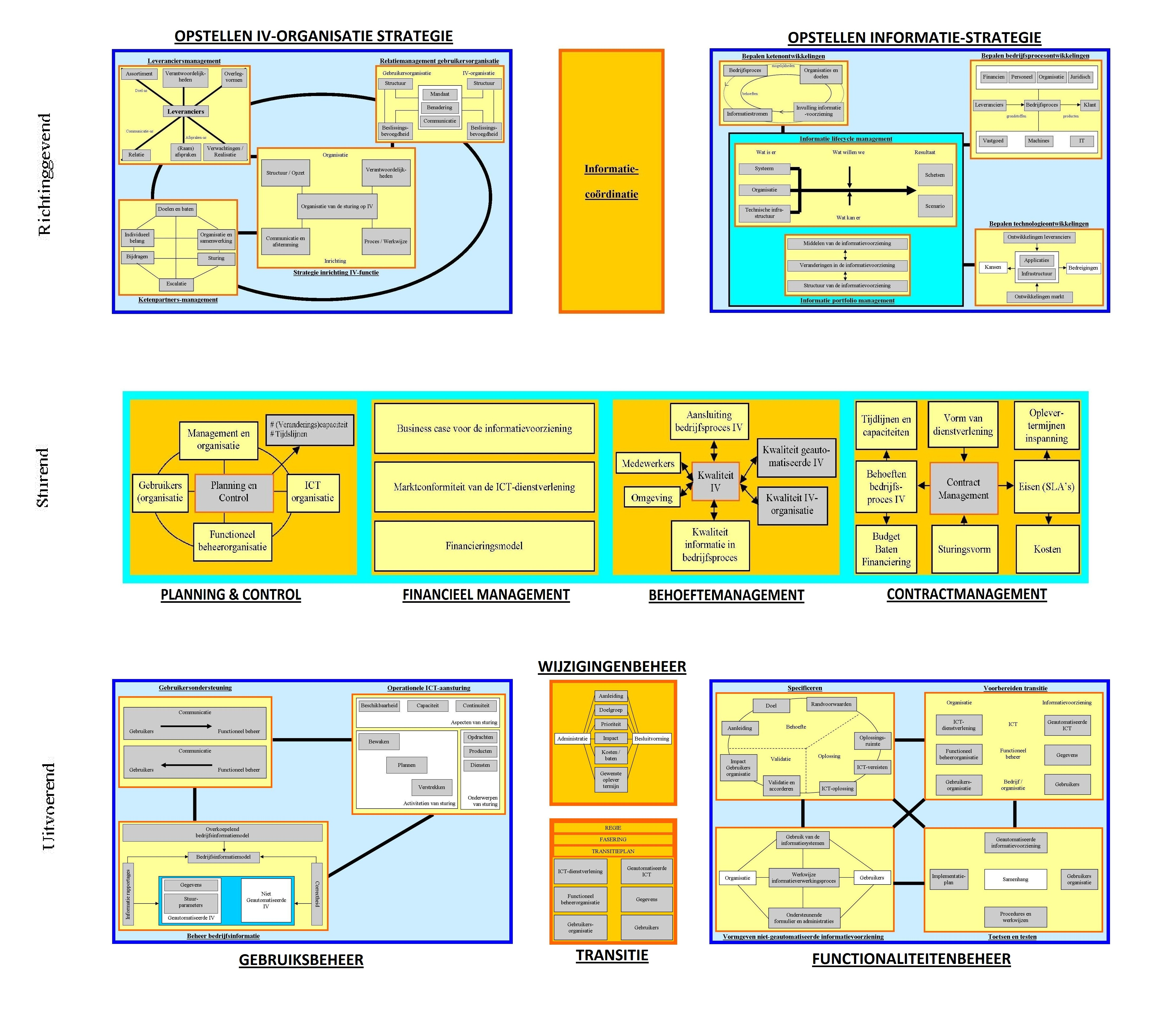
BiSL-model detail

Business Information Services Library, voorheen Business Information Service Management Library, is een raamwerk voor het uitvoeren van functioneel beheer en informatiemanagement.

## Introductie
BiSL is een standaard in het publieke domein sinds 2005 en werd beheerd door de ASL BiSL Foundation (momenteel door het KNVI [4]), voorheen ASL Foundation. Anders dan frameworks als ASL en ITIL richt BiSL zich niet op ICT-organisaties (supply), maar juist op de gebruikersorganisatie (demand). In dit framework staat beschreven, hoe een gebruikersorganisatie ervoor kan zorgen dat informatievoorziening adequaat werkt, hoe men behoeften in het bedrijfsproces vertaalt naar ICT-oplossingen en niet-ICT-oplossingen, hoe men de informatievoorziening en ICT-dienstverlening vanuit een gebruiksoptiek stuurt en hoe men de informatievoorziening op lange termijn vormgeeft. Het is derhalve voor alle organisaties bestemd.
Er bestaan twee versies van het model:
- Het oorspronkelijke BiSL-model uit 2005, in 2017 omgedoopt tot BiSL-1
- De opvolger daarvan, BiSL Next, dat begin 2017 werd gelanceerd en in 2023 werd omgedoopt tot DID[1]

In 2024 werd de vierde editie van BiSL gepubliceerd.

### BiSL® -1
Het BiSL-1 raamwerk omvat 23 processen op richtinggevend, sturend en uitvoerend niveau en wordt ondersteund door een aantal best practices, waarmee men invulling kan geven aan functioneel beheer en informatiemanagement binnen een organisatie. Het raamwerk wordt al door diverse grote Nederlandse organisaties gebruikt en toegepast en sluit aan op de procesframeworks ASL en ITIL.

### DID (voorheen BiSL Next)
BiSL Next, in 2023 omgedoopt tot Digital Information Design (DID®), is de strategische benadering van BiSL-1. De onderwerpen en activiteiten uit BiSL-1 zijn grotendeels in DID terug te vinden, maar de opbouw is ingedeeld in vier drivers, vier domains en vier perspectives.

## De positie van BiSL
BiSL is binnen de ICT één van de drie vormen van beheer (beheerdomeinen). Men kan deze drie vormen als volgt onderscheiden:
- Technisch Beheer (ITIL)

Richt zich op het in stand houden, beheren en onderhoud van de IT-infrastructuur en heeft ITIL als standaard. De IT-infrastructuur is de basis waarop applicaties kunnen draaien en bestaat uit het netwerk, de computers en operating systems en overige randapparatuur.
- Applicatiebeheer (ASL en ITIL)

Onder dit beheer wordt verstaan het in stand houden van de bedrijfsapplicaties en gegevensverzamelingen van de organisatie. Applicatiebeheer houdt zich bezig met de creatie, beheer en wijzigen van applicaties naar aanleiding van geconstateerde fouten of veranderende technische of functionele eisen. ASL is hiervoor de standaard. ASL is nieuwer dan en deels geïnspireerd door ITIL.
- Functioneel beheer (BiSL)

Functioneel beheer houdt zich bezig met het beheren van de informatievoorziening in een organisatie. De bedrijfsapplicaties worden gebruikt door de gebruikersorganisatie en moeten eventueel aan veranderende eisen worden aangepast. Het beschrijven van deze wijzigingen, het (laten) doorvoeren van de voorgestelde wijzigingen en het controleren van de wijzigingen behoort tot het takenpakket van Functioneel Beheer. Functioneel Beheer heeft als standaard BiSL.

## Indeling

### BiSL-1
In BiSL-1 zijn 7 procesclusters met bijbehorende processen, verdeeld over 3 niveaus, te vinden:
| Niveau                              | Procescluster                                      | Processen                               | Definitie |
| ----------------------------------- | -------------------------------------------------- | --------------------------------------- | --- |
| Strategisch / Richtinggevend niveau | Opstellen IV-organisatiestrategie (organisatie)    | Relatiemanagement gebruikersorganisatie | |
| Strategisch / Richtinggevend niveau | Opstellen IV-organisatiestrategie (organisatie)    | Strategie inrichting IV-functie         | |
| Strategisch / Richtinggevend niveau | Opstellen IV-organisatiestrategie (organisatie)    | Leveranciersmanagement                  | |
| Strategisch / Richtinggevend niveau | Opstellen IV-organisatiestrategie (organisatie)    | Ketenpartnersmanagement                 | |
| Strategisch / Richtinggevend niveau | Verbindende processen (richtinggevend niveau)      | Informatiecoördinatie                   | ... |
| Strategisch / Richtinggevend niveau | Opstellen informatiestrategie (vormgeving)         | Informatie lifecyclemanagement          | ... |
| Strategisch / Richtinggevend niveau | Opstellen informatiestrategie (vormgeving)         | Informatie-portfoliomanagement          | ... |
| Strategisch / Richtinggevend niveau | Opstellen informatiestrategie (vormgeving)         | Bepalen keten-ontwikkelingen            | ... |
| Strategisch / Richtinggevend niveau | Opstellen informatiestrategie (vormgeving)         | Bepalen technologieontwikkelingen       | ... |
| Strategisch / Richtinggevend niveau | Opstellen informatiestrategie (vormgeving)         | Bepalen bedrijfsprocesontwikkelingen    | ... |
| Sturend niveau                      | Sturende processen (management)                    | Planning en control                     | ... |
| Sturend niveau                      | Sturende processen (management)                    | Financieel management                   | ... |
| Sturend niveau                      | Sturende processen (management)                    | Behoeftemanagement                      | ... |
| Sturend niveau                      | Sturende processen (management)                    | Contractmanagement                      | Beheren van contractafspraken met leveranciers, en het erop toezien dat deze worden nageleefd |
| Uitvoerend niveau                   | Gebruiksbeheer (dagelijkse organisatie)            | Gebruikersondersteuning                 | De dagelijkse ondersteuning van de eindgebruikers, met als doel dat zij optimaal van de IT-informatievoorziening gebruik kunnen maken.                                                                             |
| Uitvoerend niveau                   | Gebruiksbeheer (dagelijkse organisatie)            | Operationele IT-aansturing              | ... |
| Uitvoerend niveau                   | Gebruiksbeheer (dagelijkse organisatie)            | Beheer bedrijfsinformatie               | Het dagelijks beheren van alle informatie die er in de systemen te vinden is, en het erop toezien dat deze informatie correct en actueel is.                                                                       |
| Uitvoerend niveau                   | Verbindende processen (uitvoerend niveau)          | Wijzigingenbeheer                       | Het opstellen van wensen wanneer er iets aan de dagelijkse IT-informatievoorziening gewijzigd of vernieuwd moet worden                                                                                             |
| Uitvoerend niveau                   | Verbindende processen (uitvoerend niveau)          | Transitiebeheer                         | Het daadwerkelijk uitvoeren van de wijzigingen en vernieuwingen |
| Uitvoerend niveau                   | Functionaliteitenbeheer (onderhoud en vernieuwing) | Specificeren                            | Het proces van het in kaart brengen van de wensen en eisen, het bedenken van oplossingen voor de gewenste wijziging, en het beoordelen van deze oplossing                                                          |
| Uitvoerend niveau                   | Functionaliteitenbeheer (onderhoud en vernieuwing) | Vormgeven niet-geautomatiseerde IV      | ... |
| Uitvoerend niveau                   | Functionaliteitenbeheer (onderhoud en vernieuwing) | Voorbereiden transitie                  | Het proces van voorbereiding van de implementatie van de voorgenomen wijzigingen |
| Uitvoerend niveau                   | Functionaliteitenbeheer (onderhoud en vernieuwing) | Toetsen en testen                       | Het proces waarin alle betrokken partijen verifiëren of de uit te voeren wijziging voldoet aan alle wensen en eisen, en het aanpassen van bestaande werkprocessen indien dat op basis van de wijzigingen nodig is. |

### Digital Information Design (DID®)
In Digital Information Design is de ordening als volgt:
| Niveau       | Procescluster | Definitie |
| ------------ | ------------- | --------- |
| Drivers      | Need          | ...       |
| Drivers      | Value         | ...       |
| Drivers      | Mission       | ...       |
| Drivers      | Capability    | ...       |
| Perspectives | Business      | ...       |
| Perspectives | Data          | ...       |
| Perspectives | Service       | ...       |
| Perspectives | Technology    | ...       |
| Domains      | Governance    | ...       |
| Domains      | Strategy      | ...       |
| Domains      | Improvement   | ...       |
| Domains      | Operation     | ...       |

## Organisatie en Beheer
Per 31 december 2022 werd de ASL BiSL Foundation opgeheven. De activiteiten ervan werden overgeheveld naar de interessegroepen Open Standards van het KNVI.
BiSL is een geregisteerd handelsmerk welken eigendom is van de Van Haren Group. 

## Certificering
Om aan te kunnen tonen dat een functioneel of informatiebeheerder zijn vak beheerst, bestaan er met betrekking tot BiSL verschillende certificaten. Examens voor deze certificaten kan enkel gedaan worden bij de partijen EXIN, APMG en Van Haren Certify. De volgende certificaten zijn in omloop:
- BiSL Foundation: dit certificaat op instapniveau houdt in dat de houder ervan kennis heeft genomen van de basisprincipes van BiSL-1
- BiSL Advanced: dit certificaat op gevorderdenniveau houdt in dat de houder ervan de principes van BiSL-1 in de dagelijkse praktijk kan toepassen. Het certificaat is sinds de release van BiSL Practitioner vervangen door BiSL Practitioner en kan niet meer behaald worden.
- BiSL Practitioner : dit certificaat op gevorderdenniveau houdt in dat de houder ervan de principes van BiSL-1 in de dagelijkse praktijk kan toepassen.
- BiSL Next Foundation: dit certificaat op instapniveau houdt in dat de houder ervan kennis heeft genomen van de basisprincipes van BiSL Next. Het certificaat is[(sinds) wanneer?] vervangen door DID Foundation en kan niet meer behaald worden.[bron?]
- DID Foundation: dit certificaat op instapniveau houdt in dat de houder ervan kennis heeft genomen van de basisprincipes van DID

## Gerelateerde methodieken
- ITIL - Information Technology Infrastructure Library, voor servicebeheer
- ASL - Application Services Library, voor applicatiebeheer